# Margarita de Borgoña (1290-1315)
Margarita de Borgoña (Borgoña, c. 1290-Château-Gaillard, abril de 1315), reina consorte de Francia y de Navarra.
Fue una princesa de la primera rama borgoñona de la dinastía de los Capetos. Era hija de Roberto II de Borgoña (1248-1306), duque de Borgoña (1272-1306), y de Inés de Francia (1260-1325), hija de rey Luis IX.

## Biografía
El 23 de septiembre de 1305, en Vernon, se casó con el futuro rey Luis X de Francia y I de Navarra, apodado el Hutín (Obstinado), hijo del rey de Francia Felipe IV el Hermoso y de la reina propietaria de Navarra Juana I (fallecida el 2 de abril de 1305).
En 1307, tras la muerte de Juana I, reina titular de Navarra, su esposo Luis hizo un viaje relámpago a Navarra solo para asumir la herencia materna y celebrar la ceremonia del juramento regio para, con ello, apaciguar los ánimos entre las clases sociales navarras y reforzar la figura real en un territorio donde aun estaban cicatrizando las heridas abiertas durante la Guerra de la Navarrería.

De su matrimonio nació en 1311 una hija, Juana de Navarra, que, nunca fue declarada bastarda −a tenor del posterior escándalo en que se vio envuelta la madre−, aunque sufrió la desconsideración de sus tíos Felipe y Carlos, estará en disposición legítima para recobrar sus derechos sobre Navarra en 1328, mediante un acuerdo entre su marido Felipe de Évreux y el entonces rey de Francia su primo y cuñado Felipe VI que en 1313 se había casado con su hermana Juana de Borgoña.

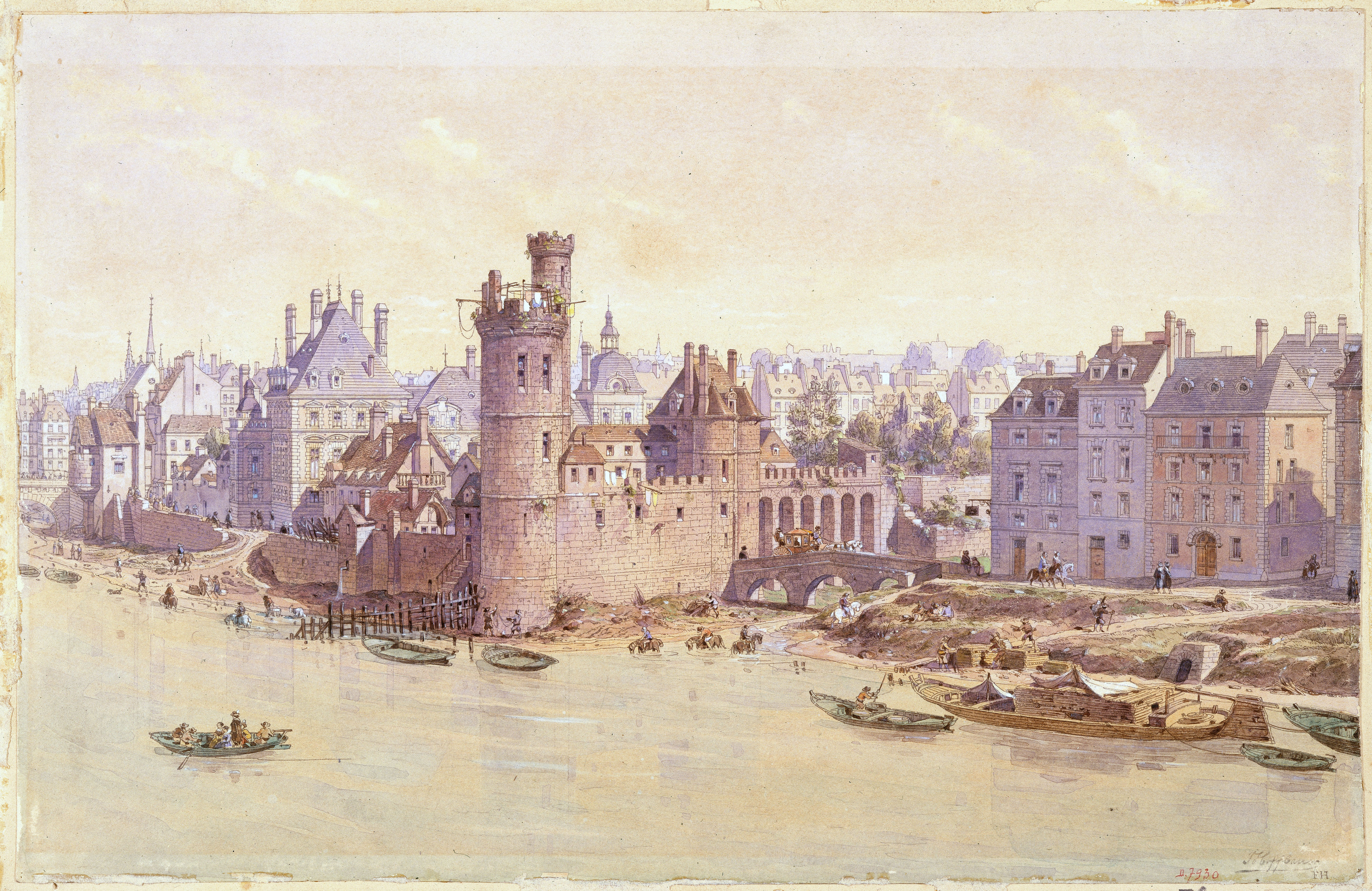
La Torre de Nesle en 1650

### La desaparición de los templarios
En los primeros meses la corte parisina vivió con intensidad el final de la Orden del Temple que tuvo en la ejecución pública del último gran maestre, Jacques de Molay, el 18 de marzo de 1314.

### Escándalo de Nesle
También a comienzos de 1314, Felipe IV, entonces rey de Francia, hizo encarcelar a sus tres nueras: a Margarita y a Blanca por adulterio, y a Juana por encubridora, aunque esta finalmente sería absuelta. Las detenciones se produjeron como consecuencia de la denuncia hecha por la hija del rey, Isabel, por aquel entonces reina consorte de Inglaterra. Según un cronista, la reina y la princesa habrían sido sorprendidas en flagrante adulterio con dos jóvenes hermanos caballeros adscritos a la corte real: Felipe y Gualterio de Aunay. Estos hechos son conocidos como el Escándalo de la torre de Nesle.
Margarita fue encarcelada en el Castillo Gaillard, en una celda expuesta a los vientos y fríos, siendo también «rapada y despojada de sus ricas vestiduras». A finales del mismo año 1314 moría Felipe IV, y le sucedía su hijo Luis (como Luis X), que aún seguía casado con Margarita. Luis quiso enseguida que su esposa escribiese una carta en la que se declarara culpable de adulterio y traición; con esta confesión, el nuevo rey pretendía que el papa anulase el matrimonio de ambos y quedar así libre, pues deseaba casarse con Clemencia de Hungría y tener con ella un heredero. Sin embargo, Margarita se negó a redactar la carta. Y de todos modos, Roma consideró que el adulterio no era causa de nulidad matrimonial.
El 15 de agosto de 1315, Margarita de Borgoña fue encontrada muerta en su celda de Gaillard; presumiblemente, la causa del óbito fueron complicaciones creadas por un resfriado común, al haber estado mucho tiempo recluida, casi a la intemperie y sin abrigo. Esta muerte resultó sospechosamente providencial para su esposo, que acabaría llevando a cabo sus planes matrimoniales con Clemencia. El 24 de agosto se celebró en la catedral de Reims la ceremonia se coronación de Luis X de Francia, ya oficialmente viudo.

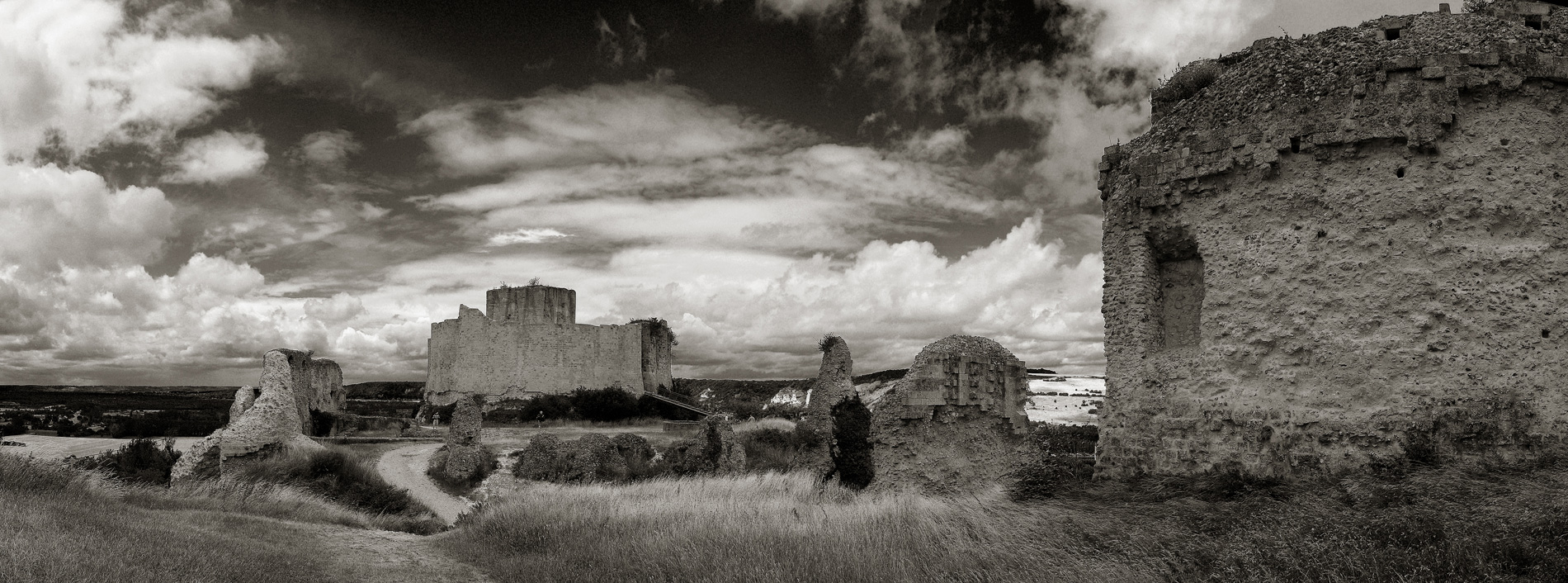
Ruinas del Castillo Gaillard, donde fueron encarceladas Margarita y Blanca tras ser halladas culpables de adulterio en 1314.

## Hermanos
Margarita de Borgoña era hermana de:
- Hugo V de Borgoña (hacia 1294-1315), duque de Borgoña (1306-1315);
- Eudes IV de Borgoña (hacia 1295-1349), duque de Borgoña (1315-1349);
- Juana de Borgoña esposa del rey de Francia Felipe VI de Valois.

## Descendencia
- Juana, nacida en Conflans, el 28 de enero de 1311, futura reina de Navarra, que recobrará solo una parte de sus derechos sobre Navarra en 1328, por un arreglo entre su marido Felipe de Évreux y el rey de Francia Felipe VI.